# 806.
◄ | 8. stoljeće | 9. stoljeće | 10. stoljeće | ►
◄ | 770-ih | 780-ih | 790-ih | 800-ih | 810-ih | 820-ih | 830-ih | ►
◄◄ | ◄ | 803. | 804. | 805. | 806. | 807. | 808. | 809. | ► | ►►
Astronomija • Književnost • Kršćanstvo • Pravo • Promet

## Događaji
- 12. travnja – Nikefor I. Carigradski izabran za carigradskog patrijarha, naslijedivši Tarasija.

## Smrti
- 25. veljače – Tarasije, carigradski patrijarh

## Vanjske poveznice
|  | Zajednički poslužitelj ima još gradiva o temi 806. |